# تأشيرة

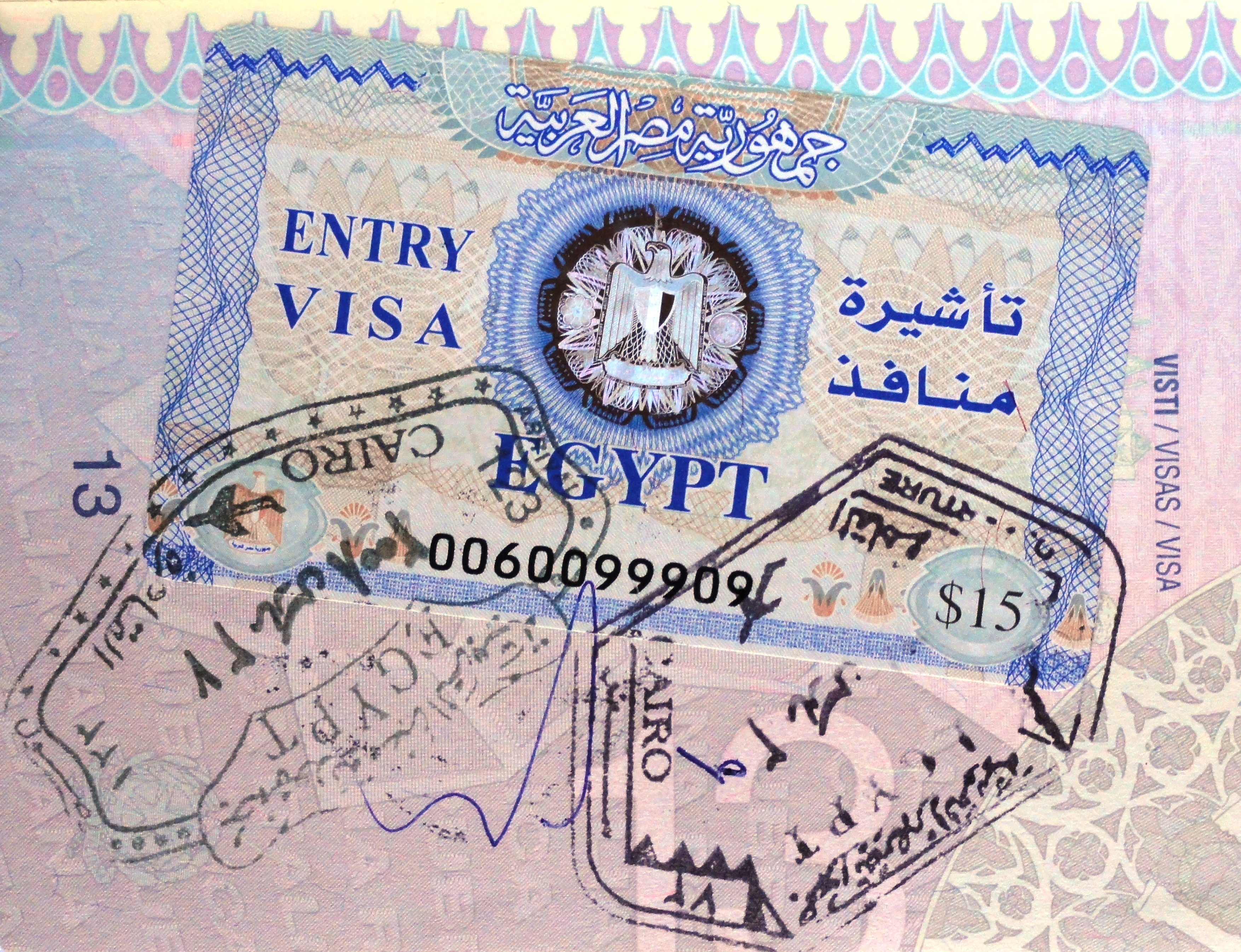
نموذج لإذن دخول عبر منفذ دخول إلى جمهورية مصر العربية

تأشيرة هي ترخيص مشروط تمنحه دولة ما لأجنبي يسمح له بدخول أراضيها أو البقاء فيها أو مغادرتها. تتضمن التأشيرات عادة قيوداً على مدة بقاء الأجنبي، والمناطق داخل البلد الذي يمكن أن يدخلها، ومواعيد  الدخول، وعدد الزيارات المسموح بها، وما إذا كان الفرد لديه القدرة على العمل في البلد المعني. ترتبط التأشيرات بطلب الإذن بدخول المنطقة، وبالتالي فهي تختلف في معظم البلدان عن الإذن الرسمي الفعلي للأجنبي لدخول البلد والبقاء فيه مايسمى الاقامة عادة. في كل مرة، تخضع التأشيرة لإذن الدخول من قبل مسؤول الهجرة في وقت الدخول الفعلي ويمكن إلغاؤها في أي وقت. غالباً ما يتخذ دليل التأشيرة شكل ملصق معتمد في جواز سفر مقدم الطلب أو وثيقة سفر أخرى، ولكنه قد يكون موجودًا إلكترونيًا أيضًا. لم تعد بعض الدول تصدر أدلة تأشيرة فعلية، وبدلاً من ذلك تسجل التفاصيل فقط في قواعد بيانات الهجرة.
تاريخيًا، كان مسؤولو الهجرة مخولين للسماح أو رفض دخول الزوار عند وصولهم إلى الحدود. في حالة السماح بالدخول، يقوم المسؤول بإصدار تأشيرة، عند الحاجة، والتي ستكون ختمًا في جواز السفر. اليوم، يتعين على المسافرين الراغبين في دخول بلد آخر التقديم مسبقًا للحصول على ما يسمى أيضًا بالتأشيرة، وأحيانًا شخصيًا في مكتب قنصلي أو عن طريق البريد أو عبر الإنترنت. ويمكن أن تكون التأشيرة الحديثة ملصقًا أو ختمًا في جواز السفر، أو سجلًا إلكترونيًا للترخيص، أو وثيقة منفصلة يمكن لمقدم الطلب طباعتها قبل الدخول وإصدارها عند الدخول إلى الدولة التي يزورها. بعض البلدان لا تفرض على الزوار تقديم طلب للحصول على تأشيرة قبل الزيارات القصيرة. قبل الوصول تمنح البلدان فرصة للنظر في ظروف مقدم الطلب، مثل الأمن المالي وسبب السفر وتفاصيل الزيارات السابقة للبلد. قد يُطلب من الزوار أيضًا الخضوع واجتياز فحوصات أمنية أو صحية عند الوصول إلى ميناء الدخول.
تفرض بعض الأنظمة السياسية التي تقيد الهجرة على الأفراد حيازة تأشيرة خروج لمغادرة الدولة. قد تكون تأشيرات الخروج هذه مطلوبة للمواطنين أو الأجانب أو كليهما، اعتمادًا على سياسات النظام السياسي المعني. على عكس التأشيرات العادية، غالبًا ما يُنظر إلى تأشيرات الخروج على أنها تدخل غير مشروع على حق الأفراد في حرية التنقل. قد يُنظر إلى فرض طلب تأشيرة خروج على أنه انتهاك للقانون الدولي العرفي، إذ إن الحق في مغادرة أي بلد منصوص عليه في الإعلان العالمي لحقوق الإنسان.
بشكل فريد، فإن إقليم سفالبارد النرويجي الخاص هو منطقة خالية تمامًا من التأشيرات بموجب شروط معاهدة سفالبارد. بعض الدول -مثل تلك الموجودة في منطقة شنغن- لديها اتفاقيات مع دول أخرى تسمح لمواطني بعضها البعض بالسفر بينها بدون تأشيرات. أعلنت منظمة السياحة العالمية أن عدد السياح الذين يحتاجون إلى تأشيرة قبل السفر كان عند أدنى مستوى له على الإطلاق في عام 2015.

## تاريخ
في أوروبا الغربية في أواخر القرن التاسع عشر وأوائل القرن العشرين، لم تكن جوازات السفر والتأشيرات ضرورية بشكل عام للانتقال من دولة إلى أخرى. كان من الممكن أن تتسبب السرعة العالية نسبيًا والتحركات الكبيرة للأشخاص الذين يسافرون بالقطار في اختناقات إذا جرى استخدام ضوابط الجوازات العادية. أصبحت جوازات السفر والتأشيرات عادة ضرورية كوثائق سفر فقط بعد الحرب العالمية. حتى اليوم، كانت جوازات السفر والتأشيرات عادة من نفس النوع من وثائق السفر. في العالم الحديث، أصبحت التأشيرات وثائق سفر ثانوية منفصلة، حيث تعمل جوازات السفر كوثائق السفر الأساسية.

## شروط الإصدار
يمكن منح بعض التأشيرات عند الوصول أو عن طريق تقديم طلب مسبق في سفارة أو قنصلية الدولة، أو من خلال أخصائي خدمة التأشيرات الخاصة المتخصص في إصدار وثائق السفر الدولية. هذه الوكالات مخولة من قبل السلطات الأجنبية أو السفارة أو القنصلية لتمثيل المسافرين الدوليين غير القادرين أو غير الراغبين في السفر إلى السفارة والتقدم شخصيًا. وتقوم دوائر التأشيرات وجوازات السفر الخاصة بجمع رسم إضافي للتحقق من طلبات العملاء، والوثائق الداعمة، وتقديمها إلى السلطة المختصة. إذا لم تكن هناك سفارة أو قنصلية في البلد الأصلي، فيجب على المرء السفر إلى بلد ثالث (أو تقديم طلب بالبريد) ومحاولة الحصول على تأشيرة دخول هناك. وكبديل لذلك، يمكن الترتيب مسبقًا لتأشيرات الدخول لاستلامها عند الوصول إلى الحدود. وتتوقف وجود أو غياب الحاجة إلى التأشيرة عمومًا على جنسية مقدم الطلب، ومدة إقامته، والأنشطة التي قد يرغب مقدم الطلب في القيام بها في البلد الذي يزوره، يمكن أن تحدد فئات رسمية مختلفة من التأشيرات، مع اختلاف شروط الإصدار.
يجوز للسلطة المُصدِرة، والتي عادةً ما تكون فرعًا من وزارة الخارجية أو الإدارة (على سبيل المثال، وزارة الخارجية الأمريكية)، وموظفي الشؤون القنصلية عادةً، طلب الوثائق المناسبة من مقدم الطلب. وقد يشمل ذلك إثباتًا بأن مقدم الطلب قادر على إعالة نفسه في البلد المضيف (المسكن، الطعام)، وإثباتًا بأن الشخص مُستضيف مقدم الطلب موجود بالفعل ولديه مجال كاف لاستضافة مقدم الطلب، وإثباتًا بأن مقدم الطلب قد حصل على تأمين صحي وتأمين الإجلاء، وما إلى ذلك. تطلب بعض البلدان تقديم ما يثبت الحالة الصحية، لا سيما فيما يتعلق بتأشيرات الدخول طويلة الأجل، ترفض بعض البلدان منح هذه التأشيرات للأشخاص الذين يعانون من أمراض معينة، مثل الإيدز. وتتوقف الظروف الدقيقة على البلد وفئة التأشيرة. ومن الأمثلة البارزة على البلدان التي تتطلب إجراء اختبارات فيروس نقص المناعة البشرية للمقيمين لفترات طويلة روسيا وأوزبكستان. في أوزبكستان، اختبار فيروس نقص المناعة البشرية لا ينفذ في بعض الأحيان بصرامة. تطلب بلدان أخرى إجراء اختبار طبي يتضمن اختبار فيروس نقص المناعة البشرية، حتى في الحصول على تأشيرة سياحة قصيرة الأجل. وعلى سبيل المثال، يتعين على المواطنين الكوبيين وطلاب التبادل الدولي أن يجروا هذا الاختبار بموافقة هيئة طبية لدخول الأراضي الشيلية.
وقد تطلب السلطة المُصدرة أيضًا من المتقدمين أن يشهدوا على عدم وجود إدانات جنائية ضدهم، أو أنهم لا يساهمون في أنشطة معينة (مثل البغاء أو الإتجار بالمخدرات). ترفض بعض البلدان منح تأشيرات الدخول إذا أظهرت جوازات السفر دليلًا على جنسية ما أو السفر إلى بلد يعتبره ذلك البلد معاديًا. على سبيل المثال، لا تصدر بعض دول الوطن العربي تأشيرات لمواطني إسرائيل وأولئك الذين تحمل جوازات سفرهم دليلاً على زيارة إسرائيل.
كثيرًا ما تطلب العديد من البلدان أدلة قوية على نية العودة إلى الوطن، إذا كانت التأشيرة للإقامة المؤقتة، بسبب الهجرة غير الشرعية المحتملة غير المرغوب فيها. وغالباً ما يُطلب إثبات وجود صلة ببلد إقامة طالب التأشيرة لإثبات وجود حافز كافٍ للعودة. ويمكن أن يشمل ذلك إجراءات مثل الأدلة الموثقة للوظيفة والبيانات المصرفية وملكية الممتلكات والروابط الأسرية.